# Walter Hawkins
Walter Hawkins (Oakland, 18 mei 1949 – Ripon, 11 juli 2010) was een Amerikaans zanger, componist en producent van gospelmuziek. Hawkins was dominee en (sinds 1992) bisschop in de Church of God in Christ.
Hawkins begon zijn loopbaan in "The Northern California State Youth Choir", een van de koren van de Church of God in Christ. Later richtte hij met zijn broer Edwin HawkinsThe Edwin Hawkins Singers op, die de megahit Oh, Happy Day maakten. De single werd binnen twee maanden meer dan een miljoen keer verkocht en scoorde hoog in hitlijsten in zowel de Verenigde Staten als Europa. De single werd wereldwijd meer dan 7 miljoen keer verkocht.
In het begin van de jaren zeventig verliet Walter Hawkins The Edwin Hawkins Singers en richtte hij de Love Center Church op in Oakland (Californië). Met het Love Center Choir kende hij veel succes met een reeks "Love Alive"-opnames, waarvan miljoenen exemplaren verkocht werden.
Walter Hawkins won drie Dove Awards uit handen van de Gospel Music Association en werd in 2005 door dezelfde organisatie opgenomen in de Gospel Music Hall of Fame.
Hawkins overleed op 61-jarige leeftijd thuis aan kanker.

## Discografie

### Albums
- Do Your Best – Soloalbum (1972)
- Love Alive – Love Center Choir (1975)
- Jesus Christ Is the Way – The Hawkins Family (Light, 1977)
- Love Alive 2 – Love Center Choir (Light, 1978)
- The Hawkins Family Live (Light, 1980)
- I Feel Like Singing – Soloalbum (Light, 1982)
- Love Alive 3 – Love Center Choir (Light, 1984)
- Special Gift – Hawkins Family' (Light, 1988)
- Love Alive 4 – Love Center Choir (Malaco, 1990)
- New Dawning – Hawkins Family (Bellmark, 1996)
- Love Alive, Vol. 5: 25th Anniversary Reunion 1 – Love Center Choir (Interscope, 1998)
- Take Courage – Hawkins Family (Bellmark, 2000)
- A Song In My Heart – Soloalbum (Coda/Red-Sony, 2005)

### Verzamelplaten
- The Lord's Prayer (featuring various guest artists; duet with Tramaine Hawkins on the song, "Thy Kingdom Come") (Light, 1980)
- Only The Best (Light, 1990)
- Light Years (Polygram, 1995)
- The Hawkins Family Collection (Platinum, 1995)
- The Best of Love Alive (Light, 2002)
- Legends of Gospel (Light, 2002)
- Mega 3 Collection: Love Alive (Light, 2002)
- The Very Best of Walter Hawkins and the Hawkins Family (Artemis Gospel, 2005)